# الکساندر چروونی
الکساندر چروونی (اوکراینی: Олександр Володимирович Червоний؛ زادهٔ ۱ سپتامبر ۱۹۶۱) بازیکن فوتبال اهل اتحاد جماهیر شوروی سوسیالیستی است.
از باشگاه‌هایی که در آن بازی کرده‌است می‌توان به باشگاه فوتبال ماریوپول، باشگاه فوتبال روتور ولگوگراد، باشگاه فوتبال دنیپرو، و باشگاه فوتبال زوریا لوهانسک اشاره کرد.